# Asesinato de Holly Piirainen
Holly Kristen Piirainen (Grafton, Massachusetts; 19 de enero de 1983-Sturbridge, Massachusetts; 5 de agosto de 1993) fue una niña estadounidense víctima de asesinato en el verano de 1993, cuando tenía 10 años. Ella y su hermano habían estado visitando a sus abuelos en Sturbridge, en el estado de Massachusetts, cuando Holly fue asesinada.

## Desaparición
Antes de su desaparición, Piirainen y su familia se alojaban en una casa de campo frente al lago, propiedad de la familia, en Sturbridge, en el condado de Worcester en el estado estadounidense de Massachusetts. Piirainen y su hermano habían ido a casa de un vecino a ver unos cachorros. Su hermano regresó a la casa donde vivían los abuelos, pero Piirainen no.
Su padre vio a Piirainen por última vez a las 11:45 horas, antes de que los hermanos se marcharan a ver a los cachorros, y denunció su desaparición cuando no regresó. Mientras esperaban a la policía, la familia comenzó a buscarla y contó con la ayuda de la policía local y estatal, departamentos del sheriff y unidades de Connecticut y Rhode Island. Uno de los zapatos de Piirainen fue encontrado al lado de una carretera.
La búsqueda de Piirainen duró dos meses. El 23 de octubre de 1993, los restos de Piirainen fueron encontrados por cazadores en Brimfield. Su asesino no llegó a ser encontrado.

## Investigación
Muchos investigadores han teorizado que el secuestro de Piirainen fue aleatorio, ya que muy pocas personas sabían que la familia estaba en la zona, y menos sabían que los niños estarían viendo cachorros ese día.
Otra residente de Massachusetts, Molly Bish, desapareció el 27 de junio de 2000 mientras trabajaba como socorrista en Comins Pond, en Warren (Massachusetts). Su cuerpo también fue hallado en una zona boscosa del condado de Hampden el 9 de junio de 2003, a 8 km de su domicilio familiar. La policía barajó la posibilidad de que ambos casos estuvieran relacionados. Un antiguo residente de Springfield, David Pouliot, es considerado persona de interés en ambos casos. Se descubrió que Bish había escrito una carta a la familia de Holly Piirainen tras la desaparición de Holly.
El 3 de enero de 2012, el fiscal del condado de Hampden, Mark Mastroianni, anunció que las pruebas forenses halladas cerca del cadáver de Piirainen se habían vinculado a Pouliot, un sospechoso que murió en 2003. Los investigadores no han revelado la naturaleza de las pruebas forenses ni el tipo de pruebas que vincularon a Pouliot con las pruebas. Los investigadores afirmaron que, aunque Pouliot es una persona de interés en el crimen, en enero de 2012 aún no se le había nombrado formalmente sospechoso. Pouliot cazaba y pescaba con frecuencia en los alrededores de la zona donde se encontró el cuerpo de Piirainen.
En octubre de 2020, la cadena de noticias de Boston WCVB-TV informó de que, según sus fuentes, se había exhumado el cadáver de un hombre de 22 años en un cementerio del condado de Hampden, que podría estar relacionado con la investigación de la desaparición y asesinato de Piirainen. Las fuentes dijeron a la cadena de noticias que el hombre exhumado no era Pouliot.
Según la cadena de televisión de Springfield, Western Mass News, la prima de Holly, Leah Jolin, dijo que los investigadores estaban buscando una carta colocada en el ataúd del sujeto que podría hacer avanzar el caso. Pero Jolin dijo que el objeto recuperado había sufrido muchos daños por el agua después de más de dos décadas bajo tierra. "Así que básicamente nos han dicho que no están muy seguros de que vayan a encontrar algo útil", dijo Jolin.

## Legado
Desde la muerte de Piirainen, el Fondo de Becas Holly Piirainen fue establecido en su memoria por su familia. Piirainen está incluido en un monumento colectivo llamado el Jardín de la Paz en Boston, que conmemora a las víctimas de homicidio de Massachusetts.
En marzo de 2021, la familia emitió un comunicado en el que solicitaba cualquier información sobre la desaparición y muerte de Piirainen y la utilidad de las pruebas de ADN después de que ayudaran a resolver el asesinato de Virginia Hannon.